# Tokyoïte
La tokyoïte est un minéral rare de vanadate de manganèse et de baryum de formule chimique : Ba2(Mn3+,Fe3+)OH(VO4)2. C'est l'analogue pour le manganèse de la gamagarite riche en fer et l'analogue de baryum du vanadate de plomb, la brackebuschite. 
Elle se forme dans des gisements de minerai à faible teneur de manganèse sédimentaire métamorphosé, associés à de l'hyalophane, de la braunite et de la tamaïte. 
La tokyoïte a été identifiée la première fois dans la mine Shiromaru, à Okutama, district de Tama, préfecture de Tokyo, région de Kantō, île de Honshu, au Japon et cataloguée par l'IMA en 2003 sous le symbole tky. On en a trouvé depuis dans deux mines en Italie,, mais aussi en Allemagne, en Autriche et en Afrique du Sud,.  